# هابلس (بخش مرکزی پیرانشهر)
هابلس یک روستا در ایران است که در بخش مرکزی شهرستان پیرانشهر در استان آذربایجان غربی واقع شده‌است. هابلس ۳۸ نفر جمعیت دارد.

## جمعیت
این روستا در دهستان پیران قرار دارد و براساس سرشماری مرکز آمار ایران در سال ۱۳۸۵، جمعیت آن ۳۸ نفر (۶ خانوار) بوده‌است.